# Zakrzewo Złotowskie
Zakrzewo Złotowskie – przystanek kolejowy, położony w Zakrzewie na skraju północnej Wielkopolski. Stacja znajduje się przy strategicznie ważnej do 1945 roku magistrali kolejowej Berlin-Królewiec (tzw. Ostbahn).

## Ruch pasażerski
| Rok  | Wymiana pasażerska na dobę |
| ---- | -------------------------- |
| 2017 | 100-149                    |
| 2022 | 50-99                      |

## Ciekawostki o Zakrzewskim Przystanku
Corocznie, począwszy od 1993 roku, organizowany jest Blues Express – impreza muzyczna związana z bluesem, której stałym elementem jest przejazd nawiązującym do tradycji bluesa pociągiem, prowadzonym przez parowóz, z Poznania do Zakrzewa. W trakcie podróży oraz na stacjach występują zespoły muzyczne. Koncert finałowy odbywa się w Zakrzewie nad jeziorem Proboszczowskim.
W grudniu 2023r. do Zakrzewa wrócił posterunek Policji. Nowym posterunkiem został tutejszy już nieużywany dworzec kolejowy. 

## Połączenia
- Chojnice
- Krzyż
- Piła Główna